# Чемпионат Европы по стрельбе 2013
Чемпионат Европы по стрельбе 2013 года прошёл в хорватском городе Осиек с 21 июля по 2 августа 2013 года. Всего во время соревнований было разыграно 46 комплектов наград. Соревнования пройдут в стрельбе из пистолета и винтовки с дистанций 25, 50 и 300 метров. Осиек уже во второй раз принимает континентальное первенство, но в 2009 году в этом городе прошёл чемпионат Европы по стрельбе, как из пневматического оружия, так и в стендовой стрельбе.  В общекомандном зачёте победу одержали представители Германии, завоевавшие 9 золотых, 8 серебряных и 6 бронзовых наград. Наибольшее количество наград среди всех участников завоевал француза Валерьян Совеплан, который стал обладателем пяти золотых и по одной серебряной и бронзовой медалей, его партнёр по команде Сириль Графф завоевал 5 золотых наград.

## Общий медальный зачёт
(Жирным выделено самое большое количество медалей в своей категории; принимающая страна также выделена)
| Общее количество медалей |            |        |         |        |       |
| Место                    | Страна     | Золото | Серебро | Бронза | Всего |
| 1                        | Германия   | 9      | 8       | 6      | 23    |
| 2                        | Россия     | 7      | 6       | 7      | 20    |
| 3                        | Франция    | 7      | 6       | 2      | 15    |
| 4                        | Швейцария  | 5      | 3       | 2      | 10    |
| 5                        | Украина    | 4      | 3       | 5      | 11    |
| 6                        | Турция     | 3      | 2       | 1      | 6     |
| 7                        | Италия     | 3      | 1       | 1      | 5     |
| 8                        | Эстония    | 2      | 1       | 2      | 5     |
| 9                        | Норвегия   | 1      | 5       | 2      | 8     |
| 10                       | Польша     | 1      | 2       | 5      | 8     |
| 11                       | Швеция     | 1      | 1       | 0      | 2     |
| 12                       | Австрия    | 1      | 0       | 3      | 4     |
| 13                       | Дания      | 1      | 0       | 2      | 3     |
| 14                       | Чехия      | 1      | 0       | 0      | 1     |
| 15                       | Беларусь   | 0      | 3       | 3      | 6     |
| 16                       | Венгрия    | 0      | 2       | 1      | 3     |
| 17                       | Португалия | 0      | 1       | 1      | 2     |
| 18                       | Хорватия   | 0      | 1       | 0      | 1     |
| 19                       | Сербия     | 0      | 0       | 2      | 2     |
| 20                       | Финляндия  | 0      | 0       | 1      | 1     |
| Всего                    | Всего      | 46     | 46      | 46     | 138   |

## Медалисты

### Взрослые

#### Мужчины
| Дисциплина                             | Золото                                                  | Серебро                                                     | Бронза                                                    |
| Стандартный пистолет, 25 метров        | Юсуф Дикеч Турция                                       | Роман Бондарук Украина                                      | Жоау Кошта Португалия                                     |
| Стандартный пистолет, 25 метров        | Россия Михаил Неструев Денис Кулаков Леонид Екимов      | Турция Юсуф Дикеч Мурат Клинч Фатих Каврук                  | Украина Роман Бондарук Александр Петров Иван Бидняк       |
| Скорострельный пистолет, 25 метров     | Роман Бондарук Украина                                  | Алексей Климов Россия                                       | Кристиан Райц Германия                                    |
| Скорострельный пистолет, 25 метров     | Германия Кристиан Райц Аарон Зойтер Оливер Гайс         | Россия Алексей Климов Александр Алифиренко Андрей Щепетков  | Польша Пётр Данилюк Дамьян Климек Радослав Подгорский     |
| Пистолет центрального боя, 25 метров   | Юсуф Дикеч Турция                                       | Кристиан Райц Германия                                      | Фатих Каврук Турция                                       |
| Пистолет центрального боя, 25 метров   | Турция Юсуф Дикеч Фатих Каврук Мурат Клинч              | Украина Александр Петров Роман Бондарук Иван Бидняк         | Финляндия Теэму Лахти Петри Илинен Марко Расанен          |
| Пистолет, 50 метров                    | Джузеппе Джордано Италия                                | Жоау Кошта Португалия                                       | Денис Кулаков Россия                                      |
| Пистолет, 50 метров                    | Италия Андреа Аморе Джузеппе Джордано Франческо Бруно   | Турция Абдулла Омер Алимоглу Юсуф Дикеч Исмаил Келес        | Россия Денис Кулаков Владимир Гончаров Антон Гурьянов     |
| Винтовка лёжа, 50 метров               | Валерьян Совеплан Франция                               | Хенри Юнгхенель Германия                                    | Сергей Мартынов Белоруссия                                |
| Винтовка лёжа, 50 метров               | Франция Сириль Графф Микаэль Д’Аллуен Валерьян Совеплан | Белоруссия Сергей Мартынов Виталий Бубнович Юрий Щербацевич | Дания Штеффен Ольсен Кеннет Нильсен Карстен Брандт        |
| Винтовка из трёх положений, 50 метров  | Назар Лугинец Россия                                    | Валерьян Совеплан Франция                                   | Виталий Бубнович Белоруссия                               |
| Винтовка из трёх положений, 50 метров  | Франция Сириль Графф Микаэль Д’Аллуен Валерьян Совеплан | Россия Назар Лугинец Фёдор Власов Денис Соколов             | Белоруссия Юрий Щербацевич Виталий Бубнович Илья Чархейка |
| Винтовка, 300 метров                   | Михаэль Подолак Австрия                                 | Марсель Бюрже Швейцария                                     | Бернард Пикль Австрия                                     |
| Винтовка, 300 метров                   | Швейцария Марсель Бюрже Рафаэль Беройтер Оливье Шаффтер | Норвегия Стьян Богар Ким Андре Лунд Оле Кристиан Брюн       | Австрия Михаэль Подолак Бернард Пикль Мартин Штремпфль    |
| Винтовка лёжа, 300 метров              | Андерс Бролунд Швеция                                   | Марсель Бюрже Швейцария                                     | Валерьян Совеплан Франция                                 |
| Винтовка лёжа, 300 метров              | Франция Сириль Графф Жосселин Анри Валерьян Совеплан    | Швеция Штефан Алесвед Юхан Густафссон Андерс Бролунд        | Дания Карстен Брандт Стеффен Ольсен Рене Кристиансен      |
| Винтовка из трёх положений, 300 метров | Сириль Графф Франция                                    | Жосселин Анри Франция                                       | Марсель Бюрже Швейцария                                   |
| Винтовка из трёх положений, 300 метров | Франция Сириль Графф Жосселин Анри Валерьян Совеплан    | Швейцария Марсель Бюрже Оливье Шаффтер Рафаэль Беройтер     | Норвегия Оле Кристиан Брюн Ким Андре Лунд Стьян Богар     |

#### Женщины
| Дисциплина                             | Золото                                                 | Серебро                                                 | Бронза                                                      |
| Пистолет, 25 метров                    | Хайди Дительм Гербер Швейцария                         | Доржсурэнгийн Монхбаяр Германия                         | Моника Карш Германия                                        |
| Пистолет, 25 метров                    | Россия Анна Мастянина Екатерина Коршунова Юлия Алипова | Германия Моника Карш Доржсурэнгийн Монхбаяр Антье Нёске | Сербия Зорана Арунович Ясна Шекарич Даница Расета           |
| Винтовка лёжа, 50 метров               | Наталья Кальныш Украина                                | Рамона Гёсслер Германия                                 | Ката Вереш Венгрия                                          |
| Винтовка лёжа, 50 метров               | Украина Наталья Кальныш Леся Леськив Ольга Голубченко  | Германия Рамона Гёсслер Амели Кляйнманс Констанце Роч   | Польша Сильвия Богацкая Паула Вроньская Алицья Зяя          |
| Винтовка из трёх положений, 50 метров  | Амели Кляйнманс Германия                               | Снежана Пейчич Хорватия                                 | Ивана Максимович Сербия                                     |
| Винтовка из трёх положений, 50 метров  | Чехия Никола Мазурова Адела Сикорова Люцие Свецова     | Франция Эмили Эвеске Лоренс Бриз Мари Файоль            | Польша Сильвия Богацкая Паула Вроньская Агнешка Нагай       |
| Винтовка лёжа, 300 метров              | Шарлотта Якобсен Дания                                 | Оливия Гобервиль Франция                                | Гудрун Виттман Германия                                     |
| Винтовка лёжа, 300 метров              | Германия Гудрун Виттман Сандра Георг Эва Фридель       | Швейцария Беттина Бюхер Марина Шнидер Мириам Брюхвилер  | Эстония Людмила Корчагина Анжела Воронова Елена Поташёва    |
| Винтовка из трёх положений, 300 метров | Анжела Воронова Эстония                                | Каролина Ковальчик Польша                               | Леся Леськив Украина                                        |
| Винтовка из трёх положений, 300 метров | Швейцария Беттина Бюхер Марина Шнидер Мириам Брюхвилер | Польша Каролина Ковальчик Сильвия Богацкая Алицья Зяя   | Норвегия Сина Олеане Буск Элине Сковле Утне Марианне Бергер |

### Юниоры

#### Юноши
| Дисциплина                            | Золото                                                | Серебро                                                      | Бронза                                                  |
| Пистолет, 25 метров                   | Павел Коростелёв Украина                              | Никита Суханов Россия                                        | Павел Юдин Россия                                       |
| Пистолет, 25 метров                   | Россия Никита Суханов Павел Юдин Денис Карташов       | Франция Ромейн Кабрель Винсен Поло Антуан Адамус             | Германия Кристиан Фрекман Филипп Кефер Ральф Хен        |
| Стандартный пистолет, 25 метров       | Питер Олеск Эстония                                   | Павел Коростелёв Украина                                     | Денис Карташов Россия                                   |
| Стандартный пистолет, 25 метров       | Россия Денис Карташов Никита Суханов Александр Марчев | Эстония Питер Олеск Микель Касемец Аллар Мюрк                | Украина Павел Коростелёв Алексей Сидоренко Алексей Зуб  |
| Скоростной пистолет, 25 метров        | Ральф Хен Германия                                    | Никита Суханов Россия                                        | Питер Олеск Эстония                                     |
| Скоростной пистолет, 25 метров        | Германия Кристиан Фрекман Ральф Хен Виктор Век        | Франция Жан Кикампуа Ромейн Кабрель Винсен Поло              | Россия Никита Суханов Денис Карташов Александр Марчев   |
| Пистолет, 50 метров                   | Дарио Ди Мартино Италия                               | Артём Лукьяновец Белоруссия                                  | Камиль Герстен Польша                                   |
| Пистолет, 50 метров                   | Польша Камиль Герстен Грегож Длугош Йежи Пьетшак      | Белоруссия Артём Лукьяновец Дмитрий Куцанков Кирил Посах     | Россия Антон Занин Павел Юдин Александр Бассариев       |
| Винтовка лёжа, 50 метров              | Роберто Май Швейцария                                 | Шандор Надь Венгрия                                          | Симон Вейталер Италия                                   |
| Винтовка лёжа, 50 метров              | Швейцария Мануэль Люшер Роберто Май Сандро Гройтер    | Норвегия Йонас Даль Йорген Эльстад Хакон Сорли               | Украина Андрей Сыровина Андрей Колесников Сергей Каспер |
| Винтовка из трёх положений, 50 метров | Андре Линк Германия                                   | Симон Вейталер Италия                                        | Гернот Румплер Австрия                                  |
| Винтовка из трёх положений, 50 метров | Германия Андре Линк Йоханнес Фрюх Марио Ниттель       | Россия Владимир Масленников Евгений Панченко Евгений Харьков | Швейцария Роберто Май Патрик Хунольд Мануэль Люшер      |

#### Девушки
| Дисциплина                            | Золото                                                     | Серебро                                                       | Бронза                                                     |
| Пистолет, 25 метров                   | Анастасия Рыжих Россия                                     | Николетта Михалко Венгрия                                     | Йоанна Томала Польша                                       |
| Пистолет, 25 метров                   | Россия Наталия Ордина Анастасия Рыжих Виталина Бацарашкина | Германия Дорен Веннекамп Йозефин Эдер Дитрун Лаубе            | Украина Полина Конарьева Анастасия Бондарук Юлия Бороденко |
| Винтовка лёжа, 50 метров              | Эмили Винтерберг Франция                                   | Малин Вестерхайм Норвегия                                     | Мариза Грегори Германия                                    |
| Винтовка лёжа, 50 метров              | Германия Мариза Грегори Жаклин Орт Йолин Бер               | Норвегия Малин Вестерхайм Сине Олеане Буск Сив Анита Драмстад | Франция Эмили Винтерберг Марине Мюглер Орели Шеванс        |
| Винтовка из трёх положений, 50 метров | Малин Вестерхайм Норвегия                                  | Жаклин Орт Германия                                           | Зелина Гшвандтнер Германия                                 |
| Винтовка из трёх положений, 50 метров | Германия Йолин Бер Зелина Гшвандтнер Жаклин Орт            | Норвегия Малин Вестерхайм Сив Анита Драмстад Сине Олеане Буск | Россия Юлия Каримова Юлия Зыкова Лилия Соколова            |